# Rideau Hall
Rideau Hall je od roku 1867 oficiální rezidence Generálního guvernéra Kanady. Často bývá nepřesně označován za oficiální rezidenci kanadského krále, nicméně ten sídlí v Buckinghamském paláci. Rezidence se nachází na Sussex Drive v Ottawě. Okolní pozemky mají rozlohu 0.36 km² a hlavní budova má 175 pokojů na 9,500 m². Zatímco oficiální rezidence v jiných zemích, jako je Buckinghamský palác, Bílý dům atd., se obvykle nacházejí uprostřed hlavního města daného státu, Rideau Hall se nachází na samém okraji Ottawy, což sídlu dává charakter spíše soukromého domu.
Většina plochy rezidence je určena pro státní účely, pouze asi 500 m² je určeno pro soukromé účely generálního guvernéra a jeho rodiny. Rideau Hall je místem, kde guvernér přijímá hlavy států, nově jmenované i odvolané velvyslance a rovněž zde kanadská vláda skládá přísahu a je jmenována do funkce. Každoročně se zde konají různé oslavy a ceremonie, mezi nejvýznamnějšími předávání Řádu Kanady. Rideau Hall je celoročně otevřen návštěvníkům, ročně jej navštíví zhruba 200 tisíc turistů.